# Knurrender Gurami
Der Knurrende Gurami (Trichopsis vittata (lt.: „vittatus “ = gebändert))  gehört zur Gattung der Knurrenden Guramis (Trichopsis) und zur Unterordnung der Labyrinthfische. Die Fische kommen in Südostasien in Thailand, Laos, Kambodscha und Vietnam, auf der Malaiischen Halbinsel und in Singapur vor. Populationen auf den Philippinen wurden vom Menschen eingeführt. Trichopsis-Populationen auf Sumatra, Borneo und Java werden gegenwärtig Trichopsis vittata zugerechnet, stellen jedoch möglicherweise eine eigenständige Art dar (Trichopsis striatus). Die Verfasser der Studie von Bhinyo Panijpan et al. (2015) fanden bei molekulargenetischen Analysen, dass sich unter den Populationen von Trichopsis vittata wahrscheinlich weitere kryptische Arten verbergen.

## Beschreibung
Der Knurrende Gurami wird maximal 7 cm lang, bleibt meist aber wesentlich kleiner. Damit ist er das größte Taxon der Gattung Trichopsis.
Fishbase nennt als durchschnittliche Länge 3,8 cm, in einer Studie von Michael Norén et al. (2017) ist eine durchschnittliche Länge von 3,1 cm aufgeführt.
Trichopsis vittata hat in der Regel drei dunkle, durchgehende Streifen beziehungsweise Bänder, die sich über den gesamten stumpfen und flachen Körper erstrecken. Der mittlere Streifen erstreckt sich von einem Bereich unterhalb des Mauls bis zum Beginn der Schwanzflosse. Bei einigen T. vittata kommt zu den drei Streifen noch ein vierter hinzu, der jedoch kürzer ist und sich direkt unterhalb des Oberkörperhöckers befindet.
Eine Studie von Norén et al. (2017) nennt die dunkle pigmentierte Linie unterhalb des Auges als ein diagnostisches Merkmal für T. vittata.
Ausgewachsene T. vittata haben in der Regel einen oder zwei dunkle Flecken, die in Längsrichtung auf dem Körper hinter dem Operculum angeordnet sind; einige Mitglieder haben jedoch keine.

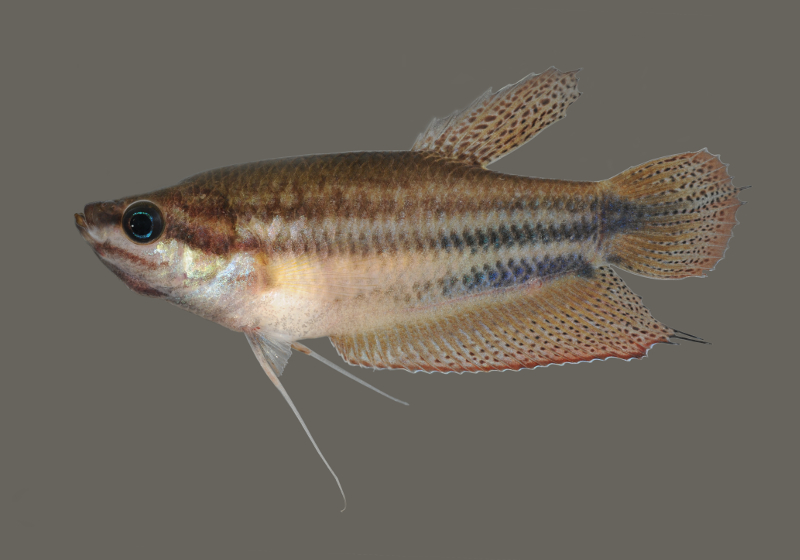
Knurrender Gurami mit weniger bunter Färbung als bei dem Exemplar in der Taxobox

Die Grundfärbung ist gelblich bis bräunlich, wobei der Rücken dunkler und der Bauch gelblichweiß ist. Je nach Lichtverhältnisse können die Seiten bläulichweiß schimmern. Wenn sie zum ersten Mal in freier Wildbahn gefangen werden, haben die meisten T. vittata ein smaragdgrünes Aussehen auf dem hinteren Teil des Körpers.
Die unpaaren Flossen sind lang ausgezogen und besitzen oft einige verlängerte Flossenstrahlen. Die Afterflosse kann mit ihren verlängerte Flossenstrahlen bis zum Ende der Schwanzflosse reichen. 
Die Flossen sind rötlich bis violett oder bläulich und mit roten und grünen Punkten gemustert.
- Flossenformel: Dorsale II–IV/6–8, Anale VI–VIII/24–28, Ventrale I/5, Pectorale 11.
- Schuppenformel: mLR 28–29.

## Verbreitung
Trichopsis vittata ist das am weitesten verbreitete Taxon der Gattung und wurde in den meisten südostasiatischen Ländern gefunden, z. B. in Kambodscha, Indonesien, Laos, Malaysia, Singapur, Thailand und Vietnam.
Verwilderte Populationen bestehen unter anderem in Südflorida (seit den 1970er Jahren), auf den Philippinen und in Indien. Sie gehen vermutlich auf ausgesetzte Aquarienfische zurück.

## Lebensraum
Der bevorzugte Lebensraum sind seichte, oft temporäre, pflanzenreiche Gewässer mit saisonalen Überschwemmungen.

## Lebensweise

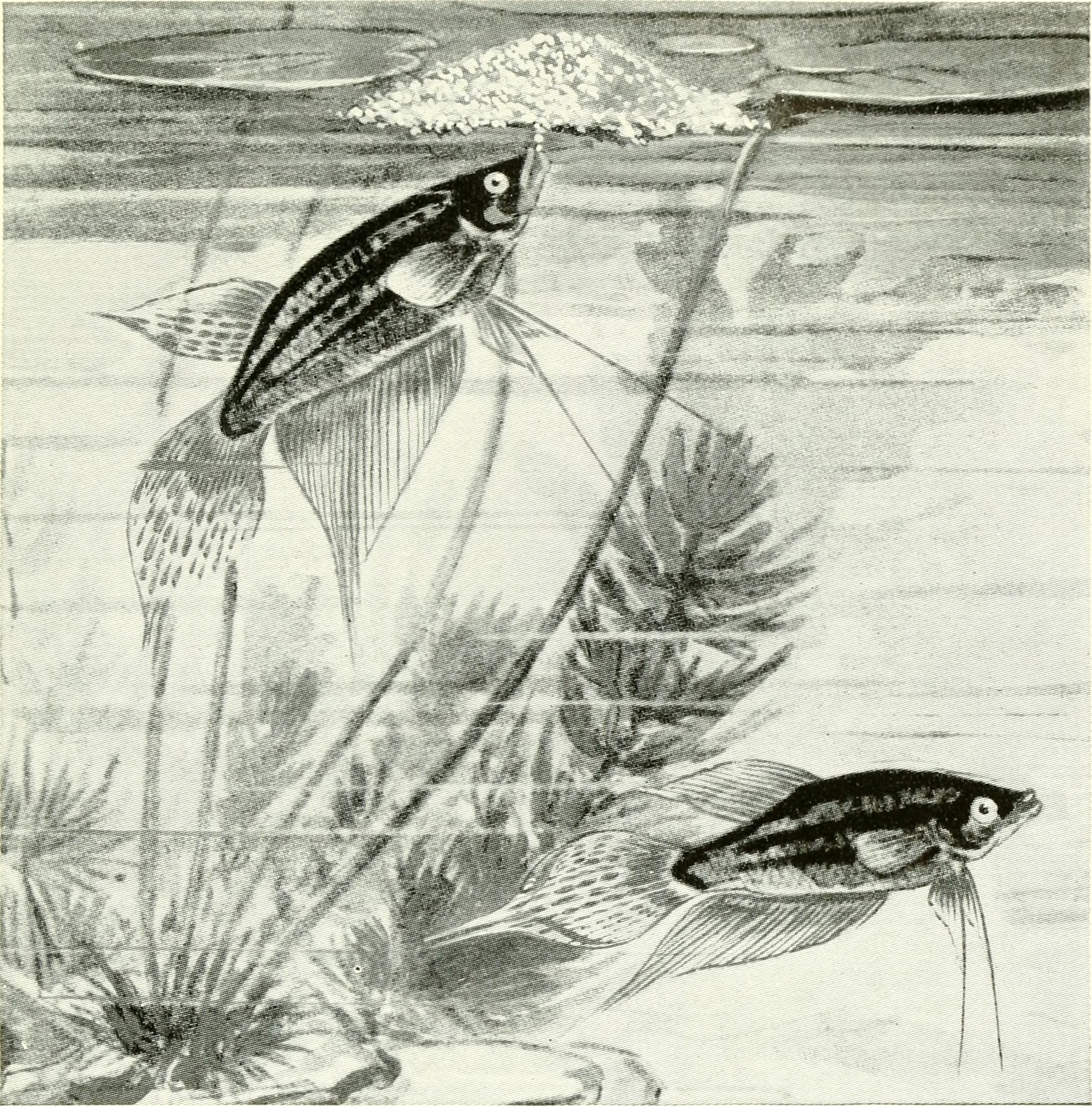
Knurrende Guramis sind Schaumnestbauer

Knurrende Guramis bewohnen kleine, dicht mit krautigen Pflanzen bewachsene Tümpel, Sümpfe, Reisfelder und Gräben mit warmem Wasser und ernähren sich von Zooplankton, kleinen Krebstieren und Insektenlarven. Wie viele Labyrinthfische baut der Knurrende Gurami zur Fortpflanzung ein Schaumnest. Es ist nur klein und liegt von dichten Wasserpflanzen gestützt tief unter der Wasseroberfläche. Das Weibchen legt bis zu 600 zu Boden sinkende Eier, die vom Weibchen, manchmal auch vom Männchen, eingesammelt und in das Nest gespuckt werden. Die Jungfische schlüpfen nach ca. 24 Stunden.

## Wasserparameter
In FishBase wird ein pH-Wert von 6,0 bis 8,0 genannt, eine °dH von 5 bis 19 und ein Temperaturbereich von 22 °C bis 28 °C.

## Artenkomplex mit kryptischen Arten
Bhinyo Panijpan et al. (2015) fanden bei molekulargenetischen Analysen, dass sich unter den Populationen von Trichopsis vittata weitere kryptische Arten verbergen (bislang als T. sp. (cf. vittata) aufgeführt). Die Trichopsis vittata-Klade könnte vier kryptische Arten enthalten.
Trichopsis vittata sind in Thailand und anderen südostasiatischen Ländern am weitesten verbreitet. Die genetischen Ergebnisse und Analysen von Bhinyo Panijpan et al. 2015 deuten darauf hin, dass es mindestens zwei verschiedene Unterteilungen der T. vittata-Arten gibt, die an ganz unterschiedlichen geografischen Standorten in Thailand verbreitet sind. Die eine Gruppe ist vor allem im Osten und Nordosten des Landes sowie in Laos und den an Thailand angrenzenden Teilen Kambodschas verbreitet. Möglicherweise gibt es sogar zwei verschiedene Arten innerhalb dieser Gruppe. Die andere Gruppe ist in den nördlichen, zentralen, westlichen, südlichen und einigen östlichen Regionen Thailands verbreitet.
Auch Norén et al. (2017) gehen in ihrer Studie ebenfalls davon aus, dass Trichopsis vitatta einen "Artenkomplex" darstellt, der vier ökologisch und morphologisch ähnliche, aber genetisch unterschiedliche Arten umfasst. Die in Europa im Zierfischhandel verkauften T. vittata und die 
eingeführten Populationen in Bangladesch und Myanmar stammen dieser Studie zufolge alle  
aus Zentral- und Westthailand.

## Hybriden
In der Natur sind Hybriden zwischen weiblichen T. vittata und männlichen Knurrenden Zwergguramis nachgewiesen.